# Грезе, Владимир Николаевич
Влади́мир Никола́евич Гре́зе (9 декабря 1915, Москва, Российская империя — 26 января 1988, Севастополь, УССР) — советский гидробиолог.

## Биография
Родился Владимир Грезе 9 декабря 1915 года в Москве. В 1931 году вместе с родителями переезжает в Харьков и уже в 1934 году поступает в ХарьГУ, который он окончил в 1939 году. В том же 1939 году устроился во ВНИИ озёрного и речного рыбного хозяйства, которому посвятил 20 лет трудовой жизни. В 1959 году перешёл в Институт биологии южных морей АН УССР, которому посвятил всю оставшуюся жизнь. В 1968 году был избран директором данного института и проработал вплоть до 1977 года, с 1977 по 1988 год заведовал отделом планктона.
Скончался Владимир Грезе 26 января 1988 года.

## Научные работы
Основные научные работы посвящены пресноводной и морской гидробиологии.
- Занимался проблемой биологической продуктивности водоёмов.
- Предложил приборы для количественного учёта планктона и бентоса.
- Разработал методы расчёта продукции популяций водных животных.

## Членство в обществах
- 1967—88 — член-корреспондент АН Украинской ССР.
- 1968—78 — председатель Севастопольского отделения Всесоюзного гидробиологического общества.
- 1976—88 — вице-президент Всесоюзного гидробиологического общества.